# Ferrals-les-Montagnes
Ferrals-les-Montagnes (okzitanisch: Ferrals de las Montanhas) ist eine französische Gemeinde mit 147 Einwohnern (Stand: 1. Januar 2022) im Département Hérault in der Region Okzitanien. Sie gehört zum Arrondissement Béziers und zum Kanton Saint-Pons-de-Thomières. Die Einwohner werden Ferralais genannt.

## Lage
Die Gemeinde Ferrals-les-Montagnes liegt im Südosten der Montagne Noire an der Grenze zum Département Tarn, etwa 30 Kilometer nordöstlich von Carcassonne. Umgeben wird Ferrals-les-Montagnes von den Nachbargemeinden Labastide-Rouairoux im Norden und Nordosten, Verreries-de-Moussans im Nordosten und Osten, Boisset im Osten und Südosten, La Livinière im Süden, Cassagnoles im Südwesten und Westen sowie Lacabarède im Nordwesten. Das Gemeindegebiet gehört zum Regionalen Naturpark Haut-Languedoc.

## Bevölkerungsentwicklung
| Jahr                       | 1962 | 1968 | 1975 | 1982 | 1990 | 1999 | 2006 | 2014 | 2020 |
| Einwohner                  | 187  | 135  | 117  | 143  | 112  | 140  | 164  | 168  | 151  |
| Quellen: Cassini und INSEE |      |      |      |      |      |      |      |      |      |

## Sehenswürdigkeiten
- Kirche Saints-Pierre-et-Paul

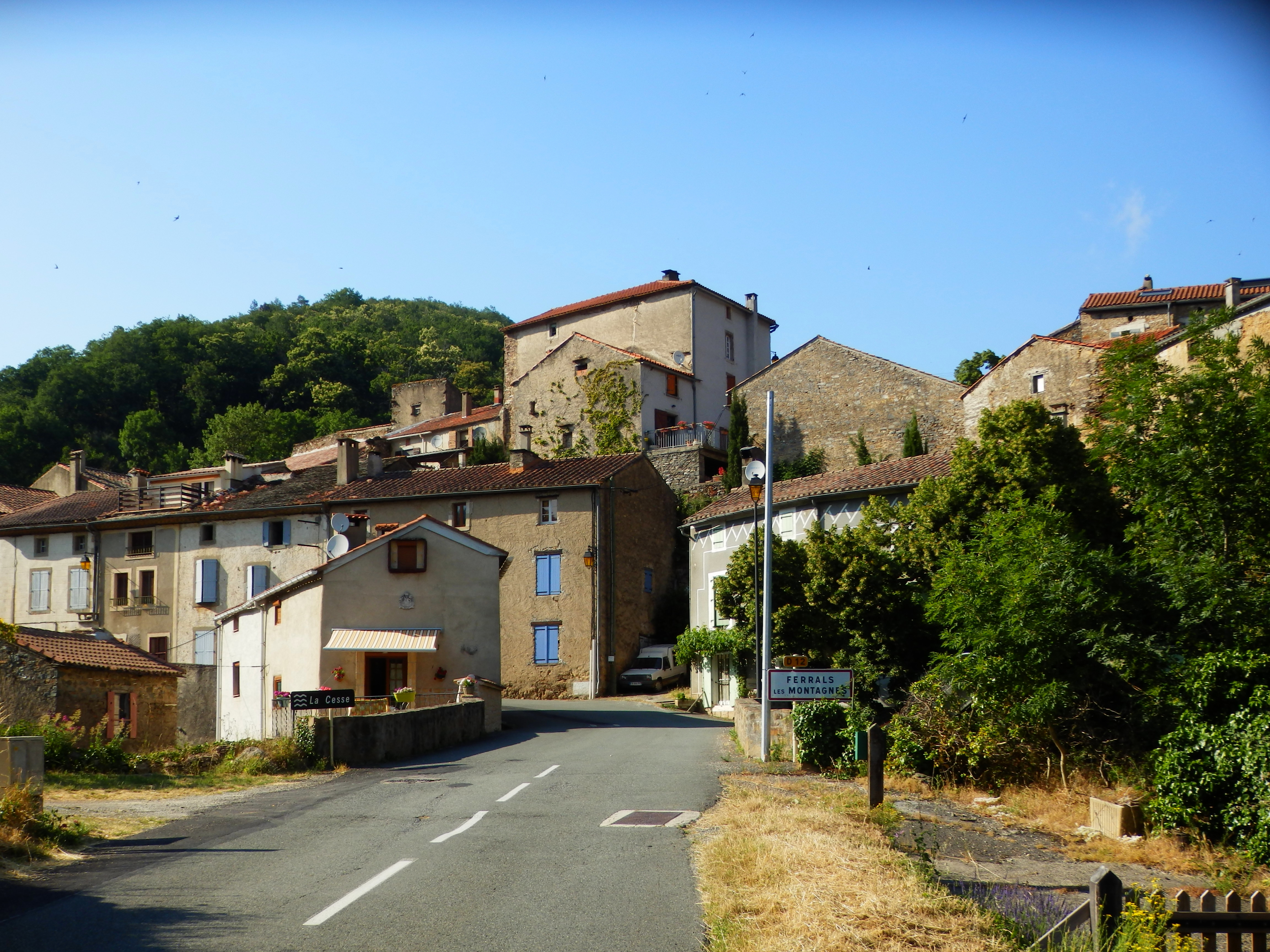
Ortsbild
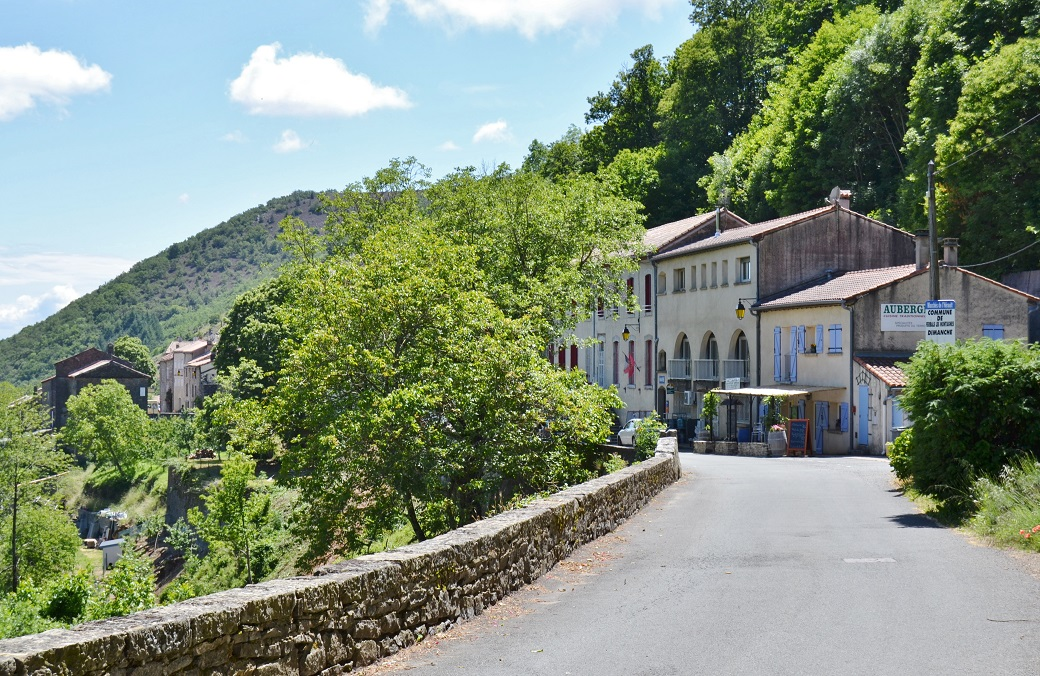
Ortseingang
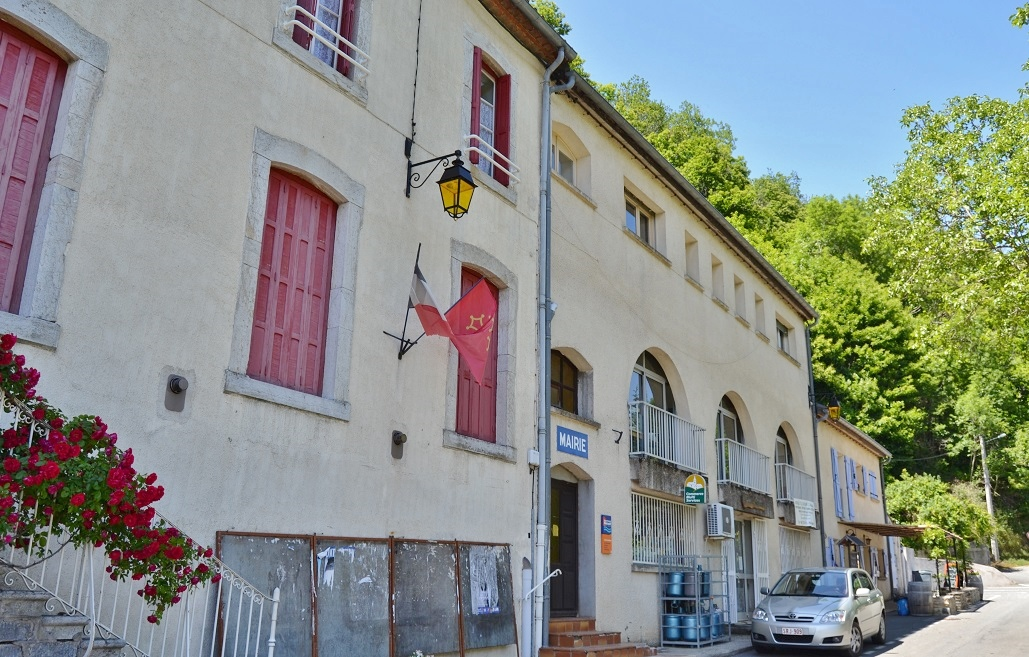
Mairie Ferrals-les-Montagnes
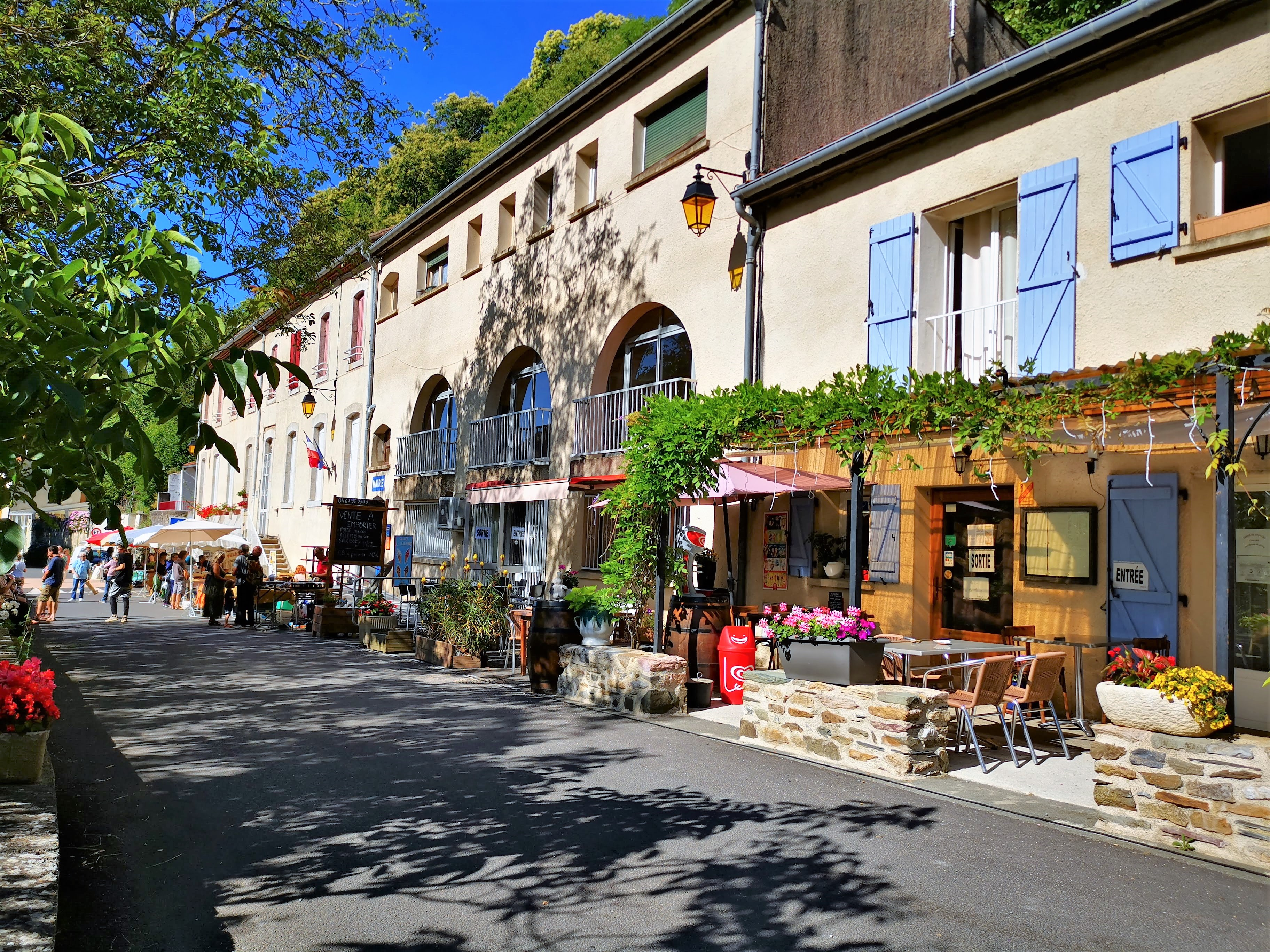
Markttag
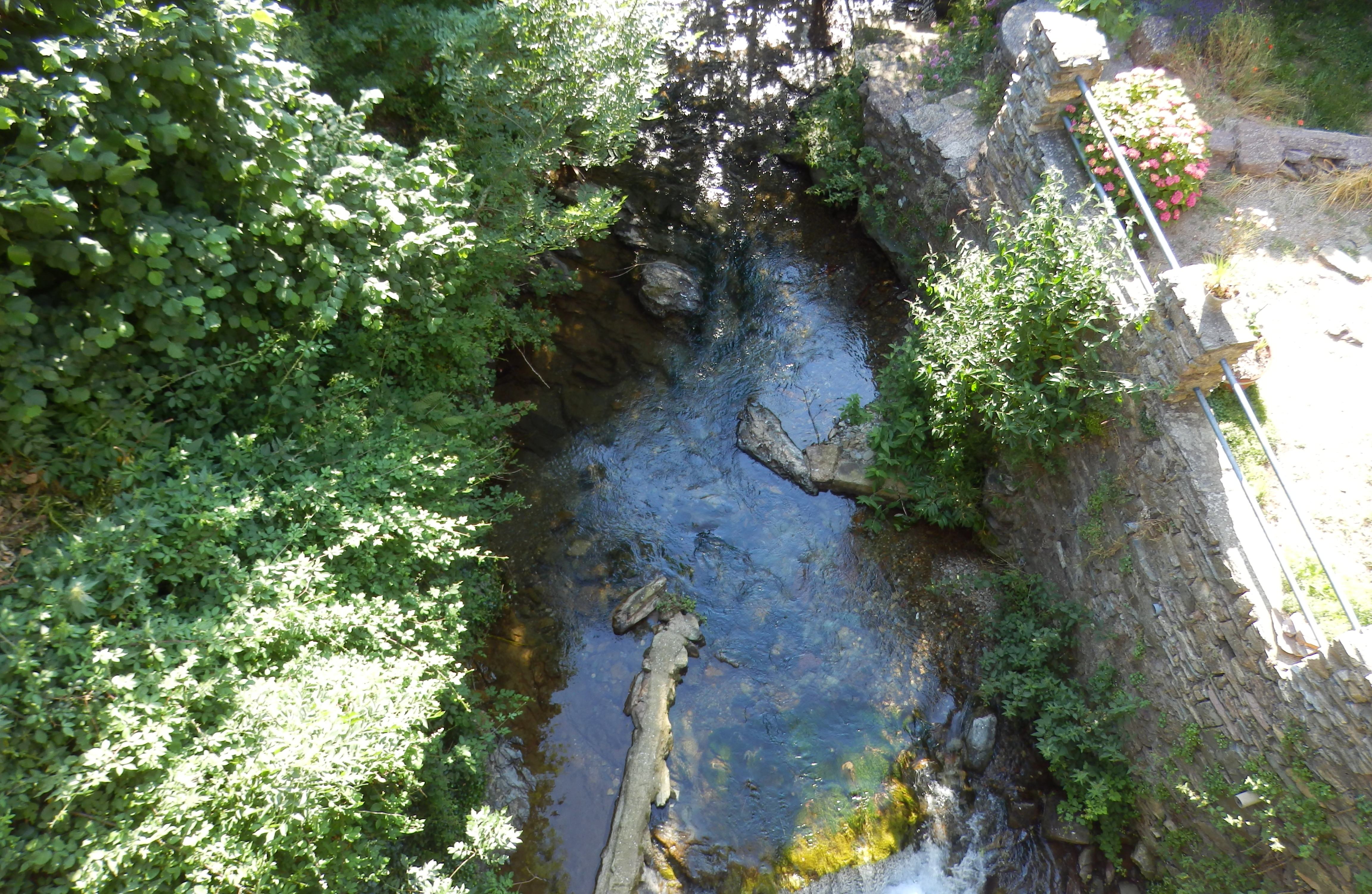
Fluss Cesse in Ferrals-les-Montagnes